# Governatori generali della Sierra Leone
Quello che segue è un elenco di governatori generali della Sierra Leone dalla fondazione della colonia da parte degli inglesi 1787 sino alla proclamazione della repubblica nel 1961 con la sostituzione del capo di stato dal monarca del Regno Unito ad un presidente locale.

## Amministratori della Provincia di Freedom (1787)
Il 14 maggio 1787, la Provincia di Libertà venne istituita dalla Committee for the Relief of the Black Poor per schiavi liberati.
- B. Thompson (14 maggio – settembre 1787)

## Governatori (1787–1789)
Il 22 agosto 1788, la Provincia di Libertà e le terre appartenenti alla penisola di Freetown venne concessa al capitano John Taylor della HMS Miro. Nel 1789, l'insediamento venne abbandonato.
- John Taylor (agosto 1788 – 1789)

## Agenti (1791–1792)
Nel gennaio del 1791, Granville Town venne restituita alla St. George Bay Company.
- Alexander Falconbridge (gennaio 1791 – marzo 1792)

## Sovrintendente (1792)
Nel 1792, venne fondata la città di Freetown come il principale insediamento della nuova colonia della Sierra Leone.
- John Clarkson (marzo – luglio 1792)

## Governatori (1792–1827)
- John Clarkson (luglio – 31 dicembre 1792)
- William Dawes (31 dicembre 1792 – marzo 1794) (1ª volta)
- Zachary Macaulay (marzo 1794 – 6 maggio 1795) (1ª volta)
- William Dawes (6 maggio 1795 – marzo 1796) (2ª volta)
- Zachary Macaulay (marzo 1796 – aprile 1799) (2ª volta)
- John Gray (aprile – maggio 1799) (1ª volta)

Il 5 luglio 1799, la Provincia di Libertà venne rinominata in Sierra Leone.
- Thomas Ludlam (maggio 1799 – 1800) (1ª volta)
- John Gray (1800 – gennaio 1801) (2ª volta)
- William Dawes (gennaio 1801 – febbraio 1803) (3ª volta)
- William Day (febbraio 1803 – 1803) (1ª volta)
- Thomas Ludlam (1803 – 1805) (2ª volta)
- William Day (1805 – 4 novembre 1805) (2ª volta)

Il 1 gennaio 1808, la Sierra Leone (inclusa l'area costiera) divenne una colonia della cotona britannica ed ebbe fine il governo della Sierra Leone Company.
- Thomas Ludlam (1806 – 21 luglio 1808) (3ª volta, formalmente sino al 1 gennaio 1808)
- Thomas Perronet Thompson (21 luglio 1808 – 12 febbraio 1810)
- Edward H. Columbine (12 febbraio 1810 – maggio 1811)
- Robert Bones (maggio – 1 luglio 1811) (formalmente)
- Charles William Maxwell (1 luglio 1811 – luglio 1815)
  - Charles MacCarthy (luglio – dicembre 1814) (1ª volta, de facto)
  - J. Mailing (dicembre 1814 – gennaio 1815) (de facto)
  - R. Purdie (gennaio – marzo 1815) (de facto)
  - William Appleton (marzo – giugno 1815) (de facto)
  - Henry Barry Hyde (giugno – luglio 1815) (de facto)
- Charles MacCarthy (dal 1820, Sir Charles Macarthy) (luglio 1815 – luglio 1820) (2ª volta, formalmente sino al 1 gennaio 1816)
- Sir Alexander Grant (28 luglio 1820 – 1 febbraio 1821) (1ª volta, formalmente)
- E. Burke (1 febbraio 1821 – 4 febbraio 1821) (formalmente)

Il 17 ottobre 1821, il territorio della Sierra Leone divenne parte dei Territori dell'Africa occidentale britannica. Venne istituito un governatore locale.
- Sir Alexander Grant (4 febbraio 1821 – 28 novembre 1821) (2ª volta, formalmente)
- Sir Charles MacCarthy (novembre 1821 – 21 gennaio 1824) (3ª volta)
- Daniel Molloy Hamilton (21 gennaio – 5 febbraio 1824) (formalmente)
- maggiore generale Sir Charles Turner (5 febbraio 1824 – 7 marzo 1826)
- Kenneth Macaulay (colono) e Samuel Smart (1ª volta) (8 marzo – agosto 1826) (formalmente)
- Sir Neil Campbell (agosto 1826 – dicembre 1827)

## Luogotenenti governatori (1827–1837)
- Hugh Lumley (dicembre 1827 – 1828) (1ª volta)
- Dixon Denham (1828 – 8 maggio 1828)
- Hugh Lumley (9 giugno – luglio 1828) (2ª volta)
- Samuel Smart (luglio – novembre 1828) (2ª volta, formalmente)
- maggiore Henry John Ricketts (novembre 1828 – 1829) (formalmente)
- Augustine Fitzgerald Evans (1829 – 1830) (formalmente)
- Alexander Maclean Fraser (1830) (formalmente)
- Alexander Findlay (1830 – luglio 1833)
- Michael Linning Melville (luglio – dicembre 1833) (formalmente)
- Octavius Temple (dicembre 1833 – 1834)
- Thomas Cole (1834 – febbraio 1835) (1ª volta, formalmente)
- Henry Dundas Campbell (febbraio 1835 – 1837)
- Thomas Cole (1837) (2ª volta, formalmente)

## Governatori (1837–1961)
- Richard Doherty (1837–1840)
- John Jeremie (1840 – aprile 1841)
- John Carr (aprile – settembre 1841) (formalmente)
- William Fergusson (settembre 1841 – gennaio 1842) (1ª volta, formalmente)
- George Macdonald (gennaio 1842 – luglio 1844)
- William Fergusson (luglio 1844 – 1845) (2ª volta)

Il 13 gennaio 1850, i Territori dell'Africa occidentale britannica vennero disciolti e la Sierra Leone divenne nuovamente una colonia separata.
- Norman William MacDonald (1845–1852)
- Sir Arthur Edward Kennedy (13 settembre 1852–1854) (1ª volta)[1]
- Robert Dougan (1854) (1ª volta, formalmente)
- Sir Stephen John Hill (1854–1855) (1ª volta)
- Robert Dougan (1855) (2ª volta)
- Sir Stephen John Hill (1855–1859) (2ª volta)
- Alexander Fitzjames (1859–1860)
- Sir Stephen John Hill (1860–1861) (3ª volta)
- William Hill e Smith (1861–1862) (formalmente)
- Samuel Wensley Blackall (1862–1865) (1ª volta)
- Chamberlayne (1865 – 19 febbraio 1866) (formalmente)

Il 19 febbraio 1866, il territorio della Sierra Leone divenne parte degli Insediamenti dell'Africa occidentale britannica. Il governatore locale fu simultaneamente anche il governatore della Sierra Leone.
- Samuel Wensley Blackall (19 febbraio 1866 – 1867) (2ª volta)
- Gustavus N.K. Yonge (1867) (formalmente)
- Samuel Wensley Blackall (1867–1868) (3ª volta)
- John Jennings Kendall (1868–1869) (1ª volta, formalmente)
- Sir Arthur Edward Kennedy (1869–1871) (2ª volta)
- John Jennings Kendall (1871) (2ª volta, formalmente)
- Sheppard (1871) (formalmente)
- Sir Arthur Edward Kennedy (1871 – gennaio 1872) (3ª volta)
- John Jennings Kendall (gennaio – febbraio 1872) (3ª volta, formalmente)
- John Pope Hennessy (febbraio 1872 – 7 marzo 1873)
- Robert William Keate (7–17 marzo 1873)
- Alexander Bravo e Robert William Harley (17 marzo – 2 ottobre 1873) (formalmente)
- Sir Garnet Wolseley, I visconte Wolseley (2 ottobre 1873 – 4 marzo 1874)
- George Berkeley (4 marzo – 17 dicembre 1874)
- George French (17 dicembre 1874 – 1875) (formalmente)
- Cornelius Hendricksen Kortright (1875) (1ª volta)
- Sir Samuel Rowe (1875–1876) (1ª volta)
- Cornelius Hendricksen Kortright (1876–1877) (2ª volta)
- Horatio James Huggins (1877) (formalmente)
- Sir Samuel Rowe (settembre 1877 – 1880) (2ª volta)
- William Streeten (1880–1881) (formalmente)
- Sir Samuel Rowe (1881) (3ª volta)
- Francis Frederick Pinkett (1881) (1ª volta, formalmente)
- Arthur Elibank Havelock (1881–1883) (1ª volta)
- Francis Frederick Pinkett (1883) (2ª volta, formalmente)
- Arthur Elibank Havelock (1883–1884) (2ª volta)
- Arthur M. Tarleton (1884) (formalmente)
- Francis Frederick Pinkett (1884–1885) (3ª volta, formalmente)
- Sir Samuel Rowe (1885–1886) (4ª volta)
- Sir James Shaw Hay (1886–1887) (1ª volta, formalmente)
- Sir Samuel Rowe (1887–1888) (5ª volta)
- J.M. Maltby (1888) (1ª volta, formalmente)

Il 28 novembre 1888, gli Insediamenti dell'Africa occidentale britannica vennero dissolti e la Sierra Leone divenne nuovamente una colonia della corona britannica separata.
- Sir James Shaw Hay (1888–1889) (2ª volta, formalmente sino al 24 novembre 1888)
- Patchett and Foster (1889) (formalmente)
- J.M. Maltby (1889–1890) (2ª volta)
- Sir James Shaw Hay (1890–1891) (3ª volta)
- J.J. Crooks (1891–1892) (formalmente)
- W.H.Q. Jones (1892) (1ª volta, formalmente)
- Francis Fleming (1892–1893) (1ª volta)
- W.H.Q. Jones (1893) (2ª volta, formalmente)
- Francis Fleming (1893–1894) (2ª volta)
- W.H.Q. Jones (1894) (3ª volta, formalmente)
- Frederic Cardew (1894–1895) (1ª volta)
- Caulfield (1895 – 24 agosto 1895) (1ª volta, formalmente)

Il 24 agosto 1895, il territorio interno della Sierra Leone divenne un protettorato britannico, e la colonia della corona venne rinominata in Colonia e protettorato della Sierra Leone.
- Frederic Cardew (dal 22 giugno 1897, Sir Frederic Cardew) (24 agosto 1895 – 1897) (2ª volta)
- J.C. Gore (1897) (formalmente)
- Caulfield (1897) (2ª volta, formalmente)
- Sir Frederic Cardew (1897–1899) (3ª volta)
- Matthew Nathan (1899) (formalmente)
- Sir Frederic Cardew (1899 – 1900) (4ª volta)
- Caulfield (1900 – 11 dicembre 1900) (3ª volta, formalmente)
- Sir Charles King-Harman (11 dicembre 1900 – 3 ottobre 1904)[2]
  - Tenente colonnello Frederick Thomas Henstock (1902) (formalmente mentre King-Harman si trovava nel Regno Unito)
  - Colonnello John Willoughby Astley Marshall (18 settembre 1902 – ) (formalmente mentre King-Harman si trovava nel Regno Unito)[3]
  - Colonel Francis John Graves (fine del 1902) (formalmente mentre King-Harman si trovava nel Regno Unito)
- Sir Leslie Probyn (3 ottobre 1904 – 1910)
- Sir Edward Marsh Merewether (1910–1913) (1ª volta)
- Claude Hollis (1913) (formalmente)
- Sir Edward Marsh Merewether (1913–1916) (2ª volta)
- Sir Richard James Wilkinson (9 March 1916 – 1921) (1ª volta)
- John C. Maxwell (1921) (formalmente)
- Sir Richard James Wilkinson (1921 – 4 maggio 1922) (2ª volta)
- Alexander Ransford Slater (dal 1924, Sir Alexander Ransford Slater) (4 maggio 1922 – 24 settembre 1927)
- Sir Joseph Aloysius Byrne (24 settembre 1927 – 1929) (1ª volta)
- Mark Aitchison Young (1929–1930) (formalmente)
- Sir Joseph Aloysius Byrne (1930 – 23 maggio 1931) (2ª volta)
- Sir Arnold Wienholt Hodson (23 maggio 1931 – 17 luglio 1934)
- Sir Henry Monck-Mason Moore (17 luglio 1934 – 21 maggio 1937)
- Sir Douglas James Jardine (21 maggio 1937 – 5 luglio 1941)
- Sir Hubert Craddock Stevenson (5 luglio 1941 – settembre 1947)
- Sir George Beresford-Stooke (settembre 1947 – dicembre 1952)
- Sir Robert de Zouche Hall (dicembre 1952 – 1 settembre 1956)
- Maurice Henry Dorman (dal 2 gennaio 1957, Sir Maurice Henry Dorman) (1 settembre 1956 – 27 aprile 1961)

Nel 1961, la Sierra Leone ottenne l'indipendenza dal Regno Unito. Dopo l'indipendenza venne nominato un governatore generale in rappresentanza del sovrano britannico dal momento che lo stato decise di rimanere parte del Commonwealth.

## Governatore generale della Sierra Leone
- Maurice Henry Dorman (1961-1962)
- Sir Henry Josiah Lightfoot Boston (1962-1967)
- Sir Banja Tejan-Sie (1968-1971)
- Christopher Okoro Cole (31 marzo - 19 aprile 1971)